# أومه (طوكيو)

شعار مدينة أومه

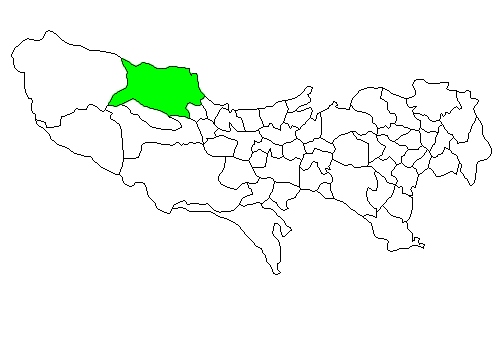
موقع مدينة أومه ضمن محافظة طوكيو

مدينة أومه (باليابانية 青梅市 أومه-شي) هي مدينة تقع في طوكيو، اليابان.
في عام 2006، وصل التعداد السكاني للمدينة إلى 140,433 نسمة والكثافة السكانية 1,360 نسمة في الكيلومتر مربع، والمساحة الإجمالية 103.26 كم مربع. تم تأسيس المدينة في الأول من أبريل 1951. يعني اسم المدينة أومه باللغة اليابانية المشمش الأخضر، حيث أن المدينة مشهورة بإنتاجها للمشمش الياباني.

## المناخ
يظهر الجدول التالي التغييرات المناخية على مدار السنة لأومه:
| البيانات المناخية لـأومه                           | البيانات المناخية لـأومه | البيانات المناخية لـأومه | البيانات المناخية لـأومه | البيانات المناخية لـأومه | البيانات المناخية لـأومه | البيانات المناخية لـأومه | البيانات المناخية لـأومه | البيانات المناخية لـأومه | البيانات المناخية لـأومه | البيانات المناخية لـأومه | البيانات المناخية لـأومه | البيانات المناخية لـأومه | البيانات المناخية لـأومه |
| الشهر                                              | يناير                    | فبراير                   | مارس                     | أبريل                    | مايو                     | يونيو                    | يوليو                    | أغسطس                    | سبتمبر                   | أكتوبر                   | نوفمبر                   | ديسمبر                   | المعدل السنوي            |
| -------------------------------------------------- | ------------------------ | ------------------------ | ------------------------ | ------------------------ | ------------------------ | ------------------------ | ------------------------ | ------------------------ | ------------------------ | ------------------------ | ------------------------ | ------------------------ | ------------------------ |
| الدرجة القصوى °م (°ف)                              | 18.3 (64.9)              | 24.0 (75.2)              | 25.0 (77.0)              | 32.7 (90.9)              | 34.7 (94.5)              | 35.7 (96.3)              | 38.5 (101.3)             | 38.0 (100.4)             | 36.8 (98.2)              | 31.3 (88.3)              | 26.4 (79.5)              | 26.2 (79.2)              | 38.5 (101.3)             |
| متوسط درجة الحرارة الكبرى °م (°ف)                  | 8.8 (47.8)               | 9.4 (48.9)               | 12.5 (54.5)              | 18.4 (65.1)              | 22.5 (72.5)              | 25.0 (77.0)              | 28.8 (83.8)              | 30.4 (86.7)              | 26.1 (79.0)              | 20.7 (69.3)              | 15.7 (60.3)              | 11.3 (52.3)              | 19.1 (66.4)              |
| المتوسط اليومي °م (°ف)                             | 2.8 (37.0)               | 3.7 (38.7)               | 6.9 (44.4)               | 12.6 (54.7)              | 17.0 (62.6)              | 20.4 (68.7)              | 24.1 (75.4)              | 25.5 (77.9)              | 21.6 (70.9)              | 15.9 (60.6)              | 10.2 (50.4)              | 5.3 (41.5)               | 13.8 (56.8)              |
| متوسط درجة الحرارة الصغرى °م (°ف)                  | −2.5 (27.5)              | −1.7 (28.9)              | 1.6 (34.9)               | 7.0 (44.6)               | 12.0 (53.6)              | 16.5 (61.7)              | 20.4 (68.7)              | 21.6 (70.9)              | 18.0 (64.4)              | 11.8 (53.2)              | 5.4 (41.7)               | 0.1 (32.2)               | 9.2 (48.6)               |
| أدنى درجة حرارة °م (°ف)                            | −8.9 (16.0)              | −9.2 (15.4)              | −7.4 (18.7)              | −2.5 (27.5)              | 3.5 (38.3)               | 8.9 (48.0)               | 12.5 (54.5)              | 15.5 (59.9)              | 8.0 (46.4)               | 1.4 (34.5)               | −3.5 (25.7)              | −6.8 (19.8)              | −9.2 (15.4)              |
| الهطول مم (إنش)                                    | 44.2 (1.74)              | 48.5 (1.91)              | 89.6 (3.53)              | 108.9 (4.29)             | 120.0 (4.72)             | 161.5 (6.36)             | 183.1 (7.21)             | 227.7 (8.96)             | 237.1 (9.33)             | 170.0 (6.69)             | 78.0 (3.07)              | 39.3 (1.55)              | 1٬507٫8 (59.36)          |
| متوسط أيام هطول الأمطار (≥ 1.0 mm)                 | 4.5                      | 5.3                      | 9.6                      | 9.6                      | 10.8                     | 13.1                     | 13.5                     | 11.2                     | 13.1                     | 10.4                     | 6.8                      | 4.1                      | 112                      |
| ساعات سطوع الشمس الشهرية                           | 186.1                    | 175.0                    | 172.1                    | 177.4                    | 167.4                    | 119.5                    | 136.5                    | 166.2                    | 122.2                    | 133.3                    | 152.2                    | 180.6                    | 1٬888٫6                  |
| المصدر #1: Japan Meteorological Agency             |                          |                          |                          |                          |                          |                          |                          |                          |                          |                          |                          |                          |                          |
| المصدر #2: 観測史上1〜10位の値（年間を通じての値） |                          |                          |                          |                          |                          |                          |                          |                          |                          |                          |                          |                          |                          |

## توأمة
لأومه (طوكيو) اتفاقيات توأمة مع:
- بوبارد (24 سبتمبر 1965 - )

## أعلام
- شينغو شيباتا
- كوتا يويدا

## وصلات خارجية
- موقع مدينة أومه باللغة اليابانية